# María Elena Sandoval
María Elena Sandoval Valdovinos (Cotija de la Paz, Michoacán, 24 de diciembre de 1940 - Ciudad de México, 29 de enero de 2005), conocida como La mística de la canción o la estatua que canta, fue una cantante mexicana. Se convirtió en una de las intérpretes de bolero ranchero, recordada por su interpretación del bolero «¡Ayúdame Dios mío!» Es acreditada con la popularización del tema «Cataclismo», compuesto por el compositor puertorriqueño Esteban Taronjí.
Estudió comercio en Ciudad de México, lugar donde sus padres se trasladaron cuando ella era pequeña. Al mismo tiempo que se encontraba en la carrera, hizo sus primeras presentaciones musicales en la WEQ, interpretando «Un mundo raro» y «Entre copa y copa».

## Legado
Existen una calle y una privada en la alcaldía de Iztapalapa (Ciudad de México) nombradas en su honor.

## Discografía
- Creaciones personales de María Elena Sandoval con el Mariachi Nacional de Arcadio Elías (1962)[9]
- La fabulosa María Elena Sandoval (1968)[10]
- Sagrado Corazón (Orfeón, s.f.)[11]
- Ayúdame Dios Mío con el Mariachi Nacional de Arcadio Elías (Orfeón, s.f.)[12][13][14][15][16]
- Inspiración mexicana (Dimsa, 199?)[17]